# Seixanta-quatre
El seixanta-quatre és un nombre natural que segueix el seixanta-tres i precedeix el seixanta-cinc. S'escriu 64 o LXIV segons el sistema de numeració emprat. El 64 és el quadrat de 8 i és el cub de 4.
Ocurrències del seixanta-quatre:
- Designa l'any 64 i el 64 aC.
- En el sistema octal, s'escriu 100.
- És el codi telefònic internacional de Nova Zelanda.[1]
- És un nombre d'Erdős-Woods.[2]